# Phân bố toàn cầu
Trong sinh học, một đơn vị phân loại được gọi là có một phân bố toàn cầu nếu phạm vi phân bố của nó kéo dài qua tất cả hoặc hầu hết bề mặt Trái Đất trong các môi trường sống thích hợp. Ví dụ, cá voi sát thủ có phân bố toàn cầu, trên hầu hết các đại dương trên Trái Đất. Các ví dụ về phân bố toàn cầu bao gồm con người, chó, mèo, và chi động vật thân mềm Mytilus. Khái niệm này cũng có thể dùng để chỉ một số dịch bệnh. Nó có thể là kết quả từ một phạm vi rộng của hiện tượng dung nạp môi trường hoặc từ sự phân tán sinh học nhanh chóng so với thời gian cần thiết để tiến hóa. Thái cực ngược lại của phân bố toàn cầu là đặc hữu.

## Hình ảnh

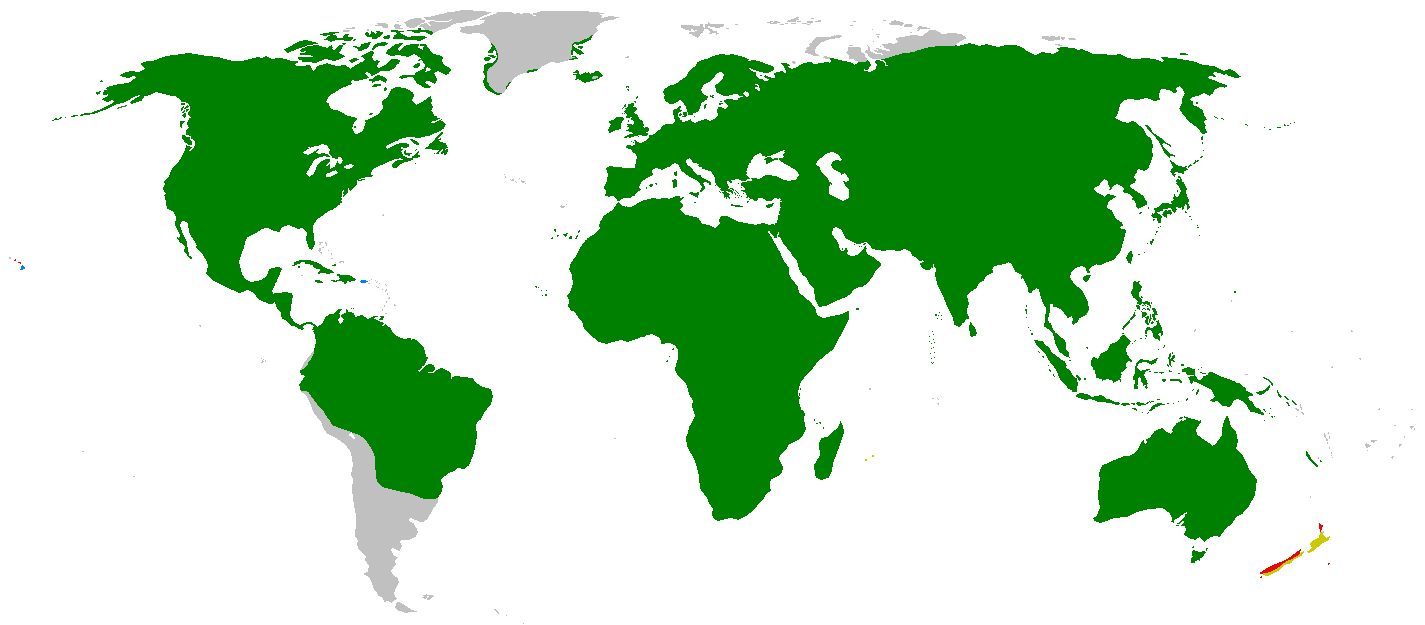
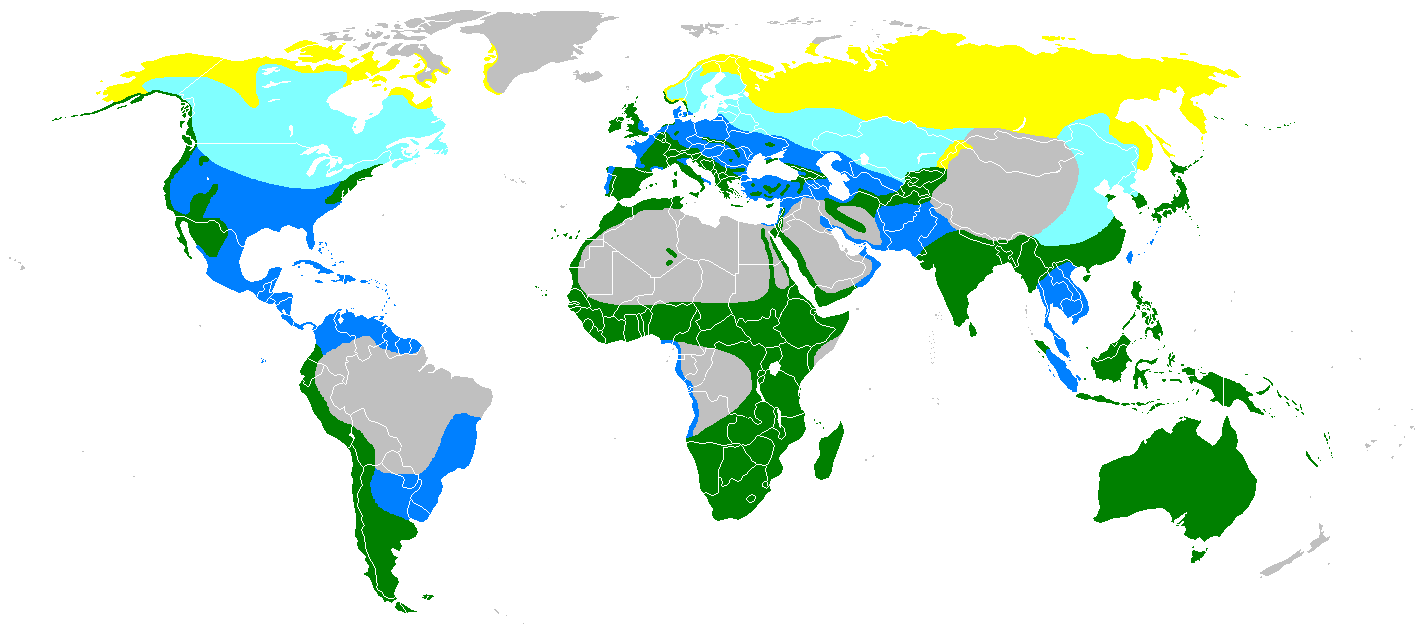